# Федеральный верховный суд Бразилии
Федеральный верховный суд Бразилии (порт. Supremo Tribunal Federal или STF) — один из высших судов в Федеративной Республике Бразилия, который является последней инстанцией для обжалования решений судов общей юрисдикции, выполняющий, в том числе, роль конституционного суда.
Федеральный верховный суд, наряду с Высоким судом правосудия, является высшим органом судебной власти в Бразилии. Он осуществляет контроль за соблюдением конституции, выносит окончательное решение при выдвижении обвинений против президента, вице-президента, членов Национального конгресса и других высших должностных лиц, решает международные и внутренние конфликты.
Федеральный верховный суд располагается в федеральной столице городе Бразилиа, его юрисдикция распространяется на всю национальную территорию.

## Состав
В состав Федерального верховного суда входят одиннадцать судей, подбираемые из числа граждан возрастом от 35 до 65 лет, обладающие признанными знаниями в области юриспруденции и безупречной репутацией. Судьи Федерального верховного суда назначаются президентом, после того как их отбор одобряется абсолютным большинством членов Федерального сената.

## Полномочия
Первостепенным полномочием Федерального верховного суда является контроль за соблюдением Конституции Бразилии, в его исключительную компетенцию входит:
В качестве суда первой инстанции он осуществляет:
- признание неконституционными какого-либо международного договора, федерального закона, законов штатов или любых других правовых актов;
- рассмотрение правонарушений общеуголовного характера, совершенных президентом, вице-президентом, членами Национального конгресса, собственными судьями и Генеральным прокурором Бразилии;
- рассмотрение правонарушений общеуголовного характера и преступлений, квалифицируемых как злоупотребление властью, совершенных государственными министрами, членами высших трибуналов и другими высшими должностными лицами;
- решение споров с какими-либо иностранными государствами и международными организациями или между федерацией и штатами;
- принятие решения об экстрадиции, запрашиваемой каким-либо иностранным государством;
- подтверждение приговоров, вынесенных судами иностранных государств, и разрешение на исполнение иностранного судебного решения от одного судебного учреждения другому, компетенция которого может быть делегирована его председателю его внутренним регламентом;
- пересмотр решений по уголовным делам, уже вступившим в законную силу, и исков об аннулировании его собственных решений;
- рассмотрение дел в порядке процедуры habeas corpus, когда истцом или ответчиком являются какой-либо трибунал, орган власти или должностное лицо;
- рассмотрение коллизий о компетенции между высшими судебными органами страны.

В общем апелляционном порядке выносит решения:
- по делам habeas corpus, habeas data, связанным с процедурой ампаро (порт. mandato de seguranca) и выдачей судебного запрета (порт. mandato de injuncao), когда иски о применении этих процедур были отклонены высшими трибуналами (по трудовым спорам, избирательным делам и военной юстиции), рассматривающими дела в качестве последней инстанции;
- по политическим преступлениям.